# 基泽训练
基泽训练股份公司（德語：Kieser Training AG）是一家总部设于瑞士苏黎世的。它由维尔纳·基泽于1967年创立，为瑞士法律下的非上市股份公司。公司旗下拥有超过150间可作负重训练的健身房，其中一部分为直营分店，另一部分则为特许经营工作室。2017年，维尔纳·基泽及其妻子加布里埃拉·基泽将公司售予了长期担任董事总经理的米夏埃尔·安多诺普洛斯和董事会成员尼尔斯·普兰泽。